# Long Island MacArthur Airport

i7
i11
i13
Der Long Island MacArthur Airport (auch bekannt als Islip Airport) (IATA: ISP, ICAO: KISP) ist ein Verkehrsflughafen östlich der amerikanischen Großstadt New York in der Town of Islip. Er ist benannt nach General Douglas MacArthur.

## Lage und Verkehrsanbindung
Der Long Island MacArthur Airport befindet sich auf der Insel Long Island, elf Kilometer nordöstlich des Stadtzentrums von Islip und 77 Kilometer östlich von New York City. Er liegt an der New York State Route 454, welche südlich des Flughafens verläuft. Außerdem verläuft die Interstate 495 rund einen Kilometer nördlich des Flughafens.
Der Long Island MacArthur Airport ist nicht direkt in den Öffentlichen Personennahverkehr eingebunden. Allerdings wird er durch Taxis mit der nördlich des Flughafens gelegenen Ronkonkoma Station der Long Island Rail Road verbunden.

## Fluggesellschaften und Ziele
American Eagle verbindet den Flughafen mit dem Drehkreuz in Philadelphia, diese Flüge werden vor allem von Piedmont Airlines durchgeführt.

## Verkehrszahlen
| Jahr | Passagierzahlen |
| ---- | --------------- |
| 2020 | 529.331         |
| 2019 | 1.564.318       |
| 2018 | 1.739.049       |
| 2017 | 1.476.437       |
| 2016 | 1.211.998       |
| 2015 | 1.222.803       |
| 2014 | 1.309.709       |
| 2013 | 1.328.143       |
| 2012 | 1.348.276       |
| 2011 | 1.581.545       |
| 2010 | 1.746.411       |
| 2009 | 1.897.981       |
| 2008 | 2.130.448       |
| 2007 | 2.371.722       |
| 2006 | 2.313.119       |
| 2005 | 2.129.099       |
| 2004 | 2.012.972       |
| 2003 | 1.928.909       |
| 2002 | 1.974.331       |
| 2001 | k. A.           |
| 2000 | 2.274.556       |

### Verkehrsreichste Strecken
| Rang | Stadt                        | Passagiere | Fluggesellschaften      |
| ---- | ---------------------------- | ---------- | ----------------------- |
| 01   | Orlando, Florida             | 76.710     | Frontier, Southwest     |
| 02   | Baltimore, Maryland          | 60.340     | Southwest               |
| 03   | Palm Beach, Florida          | 42.920     | Frontier, Southwest     |
| 04   | Tampa, Florida               | 26.500     | Frontier, Southwest     |
| 05   | Fort Lauderdale, Florida     | 20.450     | Frontier, Southwest     |
| 06   | Fort Myers, Florida          | 15.450     | Frontier                |
| 07   | Philadelphia, Pennsylvania   | 10.570     | Piedmont/American Eagle |
| 08   | Atlanta, Georgia             | 4.160      | Frontier                |
| 09   | Myrtle Beach, South Carolina | 2.950      | Frontier                |
| 10   | Miami, Florida               | 870        | Frontier                |

## Zwischenfälle
- Am 4. April 1955 wurde in einer Douglas DC-6 der US-amerikanischen United Airlines (Luftfahrzeugkennzeichen N37512) beim Start auf dem Flughafen Islip-Long Island MacArthur der Gashebel des Triebwerks Nr. 4 (rechts außen) versehentlich in die Schubumkehr-Position gestellt. Da die anderen drei Motoren vollen Vorwärts-Schub lieferten, senkte sich in 15 Metern Höhe die rechte Tragfläche, bis in etwa 40 Metern Höhe die Schräglage 90 Grad erreicht hatte. Durch den Kontrollverlust stürzte die Maschine zu Boden und ging in Flammen auf. Alle 3 Besatzungsmitglieder, die einzigen Insassen auf dem Trainingsflug, wurden getötet (siehe auch Flugunfall der United Air Lines am Long Island MacArthur Airport 1955).[8]